# Labour Party (Südafrika)
Die Labour Party (kurz LP, Afrikaans: Arbeidersparty, deutsch etwa: „Arbeiterpartei“) war eine Partei in Südafrika. Sie bestand von 1965 oder 1966 bis 1994 und vertrat Coloureds während der Zeit der Apartheid. 

## Geschichte
1965 oder 1966 wurde die Labour Party von Richard van der Ross als Interessenvertretung für Coloureds gegründet. Die Partei war anfangs gegen die Apartheid eingestellt. Van der Ross war der erste Vorsitzende der Partei; er trat 1967 zurück.  Die Partei stellte 1969 unter M. D. Arendse die Mehrheit der gewählten 40 Vertreter im 1959 gegründeten Coloured Persons’ Representative Council – später Coloured Representative Council (CRC) –, 20 Vertreter aus anderen Gruppierungen wurden aber vom Staatspräsidenten ernannt, so dass die LP keine Mehrheit hatte. 1970 wurde Allan Hendrickse zum Chairman der LP gewählt. 1974 erzielte die LP mehr als 30 der 40 ohne Ernennungen zu vergebenden Sitze und somit die Mehrheit im Gremium. 1975 übernahm Sonny Leon den Vorsitz. In den 1970er Jahren unterstützte die LP die Ideen des Black Consciousness Movement. 1978 wurde Hendrickse Vorsitzender der Partei. Das CRC bestand bis 1980. Damals gab es laut Volkszählung rund 2,6 Millionen Coloureds.
Im Januar 1978 wurde als Gegengewicht zum verbotenen African National Congress (ANC), aber auch zur Apartheidregierung die South African Black Alliance (SABA), etwa „Südafrikanische Schwarze Allianz“, gebildet. Sie verband die Gruppierungen Labour Party, Inkatha Freedom Party, Inyandza und Indian Reform Party. Der Vorsitzende der Inkatha Freedom Party, Mangosuthu Buthelezi, zwang die LP aber 1983 zum Ausscheiden aus dem Bündnis.
Zuvor hatte die große Mehrheit der Partei in Eshowe dem Plan zugestimmt, im Folgejahr an der Wahl zum House of Representatives teilzunehmen, das als Teil des neugeschaffenen Dreikammersystems eingerichtet werden sollte. Es gab den Coloureds und Indern, nicht aber den Schwarzen, ein eingeschränktes Mitspracherecht innerhalb des Apartheidsystems. Die LP lehnte die Einschränkungen ab und verlangte – vergeblich – die Abschaffung einiger Apartheid-Gesetze. 1983 wurde die oppositionelle United Democratic Front gegründet, in der unter anderem der Coloured Allan Boesak einen Gegenspieler zu Hendrickse darstellte und das Dreikammerparlament ablehnte. Die LP gewann bei den Wahlen im Jahr 1984 rund 73 % der Stimmen und nach dem Mehrheitswahlrecht 76 der 80 Sitze, die Wahlbeteiligung betrug nur 30,9 % der registrierten Wähler. Hendrickse wurde als Minister ohne Geschäftsbereich in das Kabinett Botha II aufgenommen. 1984 hatte die LP auch weiße, schwarze und indischstämmige Mitglieder. 1985 forderte die Partei die Bildung eines Bundesstaats, der außerdem alle Bevölkerungsgruppen gleich behandeln sollte.
Anfang 1987 verließen sechs Abgeordnete die LP-Fraktion. Im August 1987 drohte Hendrickse mit der Blockade verfassungsrechtlicher Änderungen, die von der herrschenden Nasionale Party (NP) angekündigt wurden und die den Ausschluss allgemeiner Parlamentswahlen für weitere drei Jahre vorsahen. Auch das von der NP gemachte Angebot zur Lockerung des Group Areas Act lehnte er ab. 1987 verließ Hendrickse das Kabinett. Die Labour Party lehnte in der Folgezeit auch weitere verfassungsrechtliche Zugeständnisse der NP ab.
Bei den Wahlen 1989 zum House of Representatives erhielt die LP 69 der durch Wahl vergebenen Sitze; weitere fünf LP-Abgeordnete wurden ernannt. Nur rund 18 % der Wahlberechtigten gaben gültige Stimmen ab. Nach der Öffnung der NP für Nicht-Weiße wechselten zahlreiche LP-Parlamentarier, darunter Jac Rabie, zur NP. 1992 verlor die LP ein Misstrauensvotum und damit die Kontrolle im House of Representatives. Die Partei löste sich 1994 auf; Hendrickse und zahlreiche seiner Anhänger traten dem ANC bei.
Die Partei lehnte in den 1980er Jahren Sanktionen des Auslands gegen die südafrikanische Apartheidspolitik ab.

### Parteivorsitzende
- 1965/1966–1967: Richard van der Ross
- 1967–1975: M. D. Arendse
- 1975–1978: Sonny Leon[10]
- 1978–1994: Allan Hendrickse

## Sonstiges
- Die South African Labour Party existierte von 1910 bis 1958 und hatte keine Verbindung zur Labour Party.
- Die New Labour Party wurde 2004 als Abspaltung von der Nuwe Nasionale Party gegründet und bezog ihren Namen auf die Labour Party.